# بولس قرألي
بولس باولو قرألي (أو الخوري بولس اسكندر فتح الله قرألي - Paul Paolo Carali/ 1887 - 1952) هو مؤرخ لبناني ماروني، من الكهان.

## سيرة
لا توجد معلومات عربية متوافرة عن تاريخ ميلاد قرألي ومكانه، لكن المرجح أنه ولد في أواخر القرن التاسع عشر، أو في العام 1887 بحسب الفهرست اللاهوتي، وتوفي في العام 1952.
كذلك تتضارب المعلومات حول أصوله، فثمة من يرى أن أصوله إيطالية، ومن ثم لُقّب بالحلبي نسبة إلى مدينة حلب الشامية، لكن المؤرخ خير الدين الزركلي فيذكر في كتابه الأعلام أنه لبناني ماروني.

## أعماله
أنشأ قرألي المجلة السورية سنة 1926، وسمّاها بعد 6 سنوات المجلة البطريركية. كذلك أنشأ المطبعة السورية في القاهرة، وألف كتبا، بعضها باللغة الإيطالية:
- Fakhr ad-Din II Principe del Libano e la corte di Toscana; 1605-1635/; Don Paolo Carali -1936
ومن أعماله العربية:
- فخر الدين المعني الثاني- خمسة أجزاء
- لبنان والدولة العثمانية
- السوريون في مصر - جزآن صغيران إلى عهد محمد علي
- حروب إبراهيم باشا المصري في سورية والأناضول
- علي باشا جنبلاط والي حلب 1605 - 1611
- مقتل الأب توما الكبوشي و خادمه الخوري / اعداد بولس قرألي - 1931
- فتوحات إبراهيم باشا المصري في فلسطين ولبنان وسوريا نقلا عن تقارير أنطوان كتافاكو قنصل النمسا في عكا وصيدا - تعريب: بولس قرألي- مطبعة القديس بولس - لبنان 1937